# Nigeria vid världsmästerskapen i friidrott 2023
Nigeria tävlade vid världsmästerskapen i friidrott 2023 i Budapest i Ungern mellan den 19 och 27 augusti 2023.

## Resultat
Nigerias trupp bestod av 27 idrottare.

### Herrar
Gång- och löpgrenar
| Idrottare                                                    | Gren                  | Försöksheat | Försöksheat | Semifinal        | Semifinal        | Final            | Final            |
| Idrottare                                                    | Gren                  | Resultat    | Placering   | Resultat         | Placering        | Resultat         | Placering        |
| ------------------------------------------------------------ | --------------------- | ----------- | ----------- | ---------------- | ---------------- | ---------------- | ---------------- |
| Favour Ashe                                                  | 100 meter             | 0DSQ0       | 0DSQ0       | Gick inte vidare | Gick inte vidare | Gick inte vidare | Gick inte vidare |
| Usheoritse Itsekiri                                          | 100 meter             | 10,17       | 3 Q         | 10,19            | 8                | Gick inte vidare | Gick inte vidare |
| Seye Ogunlewe                                                | 100 meter             | 10,07       | 3 Q         | 10,12            | 5                | Gick inte vidare | Gick inte vidare |
| Alaba Akintola                                               | 200 meter             | 20.54       | 3 Q         | 20,75            | 7                | Gick inte vidare | Gick inte vidare |
| Dubem Nwachukwu                                              | 400 meter             | 45,60       | 6           | Gick inte vidare | Gick inte vidare | Gick inte vidare | Gick inte vidare |
| Ezekiel Nathaniel                                            | 400 meter häck        | 48,47 0SB0  | 4 Q         | 49,22            | 6                | Gick inte vidare | Gick inte vidare |
| Favour Ashe Usheoritse Itsekiri Alaba Akintola Seye Ogunlewe | 4 × 100 meter stafett | 38,20 0SB0  | 5           | —                | —                | Gick inte vidare | Gick inte vidare |

Teknikgrenar
| Idrottare             | Gren        | Kval    | Kval      | Final            | Final            |
| Idrottare             | Gren        | Distans | Placering | Distans          | Placering        |
| --------------------- | ----------- | ------- | --------- | ---------------- | ---------------- |
| Chukwuebuka Enekwechi | Kulstötning | 20,68   | 13        | Gick inte vidare | Gick inte vidare |

### Damer
Gång- och löpgrenar
| Idrottare                                                                  | Gren                  | Försöksheat | Försöksheat | Semifinal        | Semifinal        | Final            | Final            |
| Idrottare                                                                  | Gren                  | Resultat    | Placering   | Resultat         | Placering        | Resultat         | Placering        |
| -------------------------------------------------------------------------- | --------------------- | ----------- | ----------- | ---------------- | ---------------- | ---------------- | ---------------- |
| Rosemary Chukwuma                                                          | 100 meter             | 11,24       | 4 q         | 11,26            | 8                | Gick inte vidare | Gick inte vidare |
| Favour Ofili                                                               | 200 meter             | 22,66       | 4 q         | 22,86            | 7                | Gick inte vidare | Gick inte vidare |
| Imaobong Nse Uko                                                           | 400 meter             | 52,24       | 6           | Gick inte vidare | Gick inte vidare | Gick inte vidare | Gick inte vidare |
| Tobi Amusan                                                                | 100 meter häck        | 12,48       | 1 Q         | 12,56            | 1 Q              | 12,62            | 6                |
| Justina Eyakpobeyan Favour Ofili Rosemary Chukwuma Faith Okwose            | 4 × 100 meter stafett | 0DNF0       | 0DNF0       | —                | —                | Gick inte vidare | Gick inte vidare |
| Ella Onojuvwevwo Patience Okon George Opeyemi Deborah Oke Imaobong Nse Uko | 4 × 400 meter stafett | 0DSQ0       | 0DSQ0       | —                | —                | Gick inte vidare | Gick inte vidare |

Teknikgrenar
| Idrottare        | Gren          | Kval    | Kval      | Final            | Final            |
| Idrottare        | Gren          | Distans | Placering | Distans          | Placering        |
| ---------------- | ------------- | ------- | --------- | ---------------- | ---------------- |
| Ese Brume        | Längdhopp     | 6,72    | 8 q       | 6,84 0SB0        | 4                |
| Ruth Usoro       | Längdhopp     | 6,60    | 13        | Gick inte vidare | Gick inte vidare |
| Obiageri Amaechi | Diskus        | 51,60   | 36        | Gick inte vidare | Gick inte vidare |
| Ashley Anumba    | Diskus        | 57,77   | 25        | Gick inte vidare | Gick inte vidare |
| Chioma Onyekwere | Diskus        | 58,58   | 21        | Gick inte vidare | Gick inte vidare |
| Oyesade Olatoye  | Släggkastning | 66,92   | 30        | Gick inte vidare | Gick inte vidare |

### Mixat
| Idrottare                                                               | Gren                  | Heat         | Heat      | Final            | Final            |
| Idrottare                                                               | Gren                  | Resultat     | Placering | Resultat         | Placering        |
| ----------------------------------------------------------------------- | --------------------- | ------------ | --------- | ---------------- | ---------------- |
| Patience Okon George Dubem Nwachukwu Ezekiel Nathaniel Imaobong Nse Uko | 4 × 400 meter stafett | 3.14,38 0SB0 | 12        | Gick inte vidare | Gick inte vidare |